# Iouri Iakovitch
Iouri Rafaïlovitch Iakovitch est un joueur d'échecs soviétique puis russe né le 30 novembre 1962 à Kouïbychev en Union soviétique. Grand maître international depuis 1990, il a remporté le Championnat de Moscou en 1996, la Coupe d'Europe des clubs d'échecs en 1997 deux fois la Rilton Cup (en 1996-1997 et 2000-2001).
Au 1er février 2022, il est le 83e joueur russe avec un classement Elo de 2 526 points. Son meilleur classement a été 54e joueur mondial en 1997.

## Biographie et carrière
Iakovitch finit deuxième ex æquo du championnat de la RSFSR en 1985. Il remporta une médaille d'or individuelle au 2e échiquier et la médaille d'argent par équipe avec l'équipe de la RSFSR au championnat d'URSS par équipes de 1986. Il obtint le titre de maître international en 1990.
Il obtint le titre de grand maître international en 1990.
En 1996, il remporta le Championnat d'échecs de Moscou et le championnat de la ligue russe avec l'équipe d'Azov. En 1997, il remporta la Coupe d'Europe des clubs d'échecs avec l'équipe du  Ladia Megregiongaz d'Azov.
En 1997, Iakovitch fut sélectionné dans l'équipe première comme échiquier de réserve (remplaçant) de Russie lors du Championnat d'Europe d'échecs des nations. Il marqua 3 points sur 6 et remporta la médaille d'argent par équipe.
En  1996-1997, il finit premier-deuxième ex æquo de la Rilton Cup, le titre revenant au départage à Joel Benjamin en 1997. En 2000-2001, il remporta la Rilton Cup au départage devant Thomas Ernst.
Dans le championnat de Russie d'échecs, il fut quart de finaliste (5e-8e) en 1997 et sixième ex æquo en 2002.
En 2007, il finit premier ex æquo  de l'open Monarch Insurance à Port Erin (open de l'île de Man).
En 2019, il remporta le championnat d'Europe par équipes senior (plus de cinquante ans).
IL est l'auteur de plusieurs livres sur les ouvertures et la tactique :
- (en) The Complete Sveshnikov Sicilian, Gambit, 2002
- (en) Play The 4 f3 Nimzo-Indian, Gambit, 2004
- (en) Sicilian Attacks: Powerful Charges & Typical Tactics, Gambit, 2014